# Osiedle A (Tychy)
Osiedle A (zwane też Osiedlem Anna) – tyskie osiedle położone w dzielnicy Śródmieście, zrealizowane w latach 1951–1956. Jest przykładem architektury i urbanistyki socrealistycznej.

## Historia
Osiedle A było pierwszą częścią projektowanego Nowego Miasta Tychy. Zgodnie z uchwałą Prezydium Rządu z 4 października 1950 r. rozpoczęcie budowy miało nastąpić już w 1951 r., dlatego też prace nad planem generalnym miasta (zatwierdzonym dopiero w 1953 r.) i pierwszego osiedla prowadzono jednocześnie. Osiedle A zostało zaprojektowane w pracowni NMT w „Miastoprojekcie” Gliwice, pod kierunkiem Tadeusza Teodorowicza-Todorowskiego. Pierwotna koncepcja zakładała modernistyczny prostopadły układ budynków do ulicy, jednakże plan ten został później zmieniony poprzez dostosowanie do obowiązującej wówczas ideologii socrealizmu. Projekt osiedla został ostatecznie zaakceptowany przez władze w marcu 1951 r. Osiedle zlokalizowano w sąsiedztwie dworca kolejowego oraz zespołu starotyskiego. Budowę Osiedla A ukończono w 1956 r.

## Architektura i urbanistyka
Osiedle dla 6100 osób rozplanowano na powierzchni 18 ha wzdłuż osi Północ – Południe i Wschód – Zachód. Na skrzyżowaniu obu osi umiejscowiono plac centralny z domem kultury, którego relacja do placu była wzorowana na schemacie Piazza del Campidoglio w Rzymie projektu Michała Anioła. Znajdujący się na osiedlu pomnik młodej robotnicy z kielnią zaprojektował Stanisław Marcinów (uczeń Xawerego Dunikowskiego). W odróżnieniu od innych osiedli socrealistycznych osiedle A ma charakter kameralny, budynki nie są wysokie i posiadają zróżnicowany detal (gmerki). 
Wzdłuż głównych osi budynki zwieńczono dachami płaskimi z attykami, zaś obrzeżne pokryte zostały dachówką (dachy spadziste). Na parcelach znajdujących się pomiędzy blokami zlokalizowano obiekty usługowe: przychodnię zdrowia, żłobek, przedszkole, szkołę. Osiedle stanowi jeden z niewielu w pełni skończonych przykładów architektury i urbanistyki okresu socrealizmu. 

## Galeria

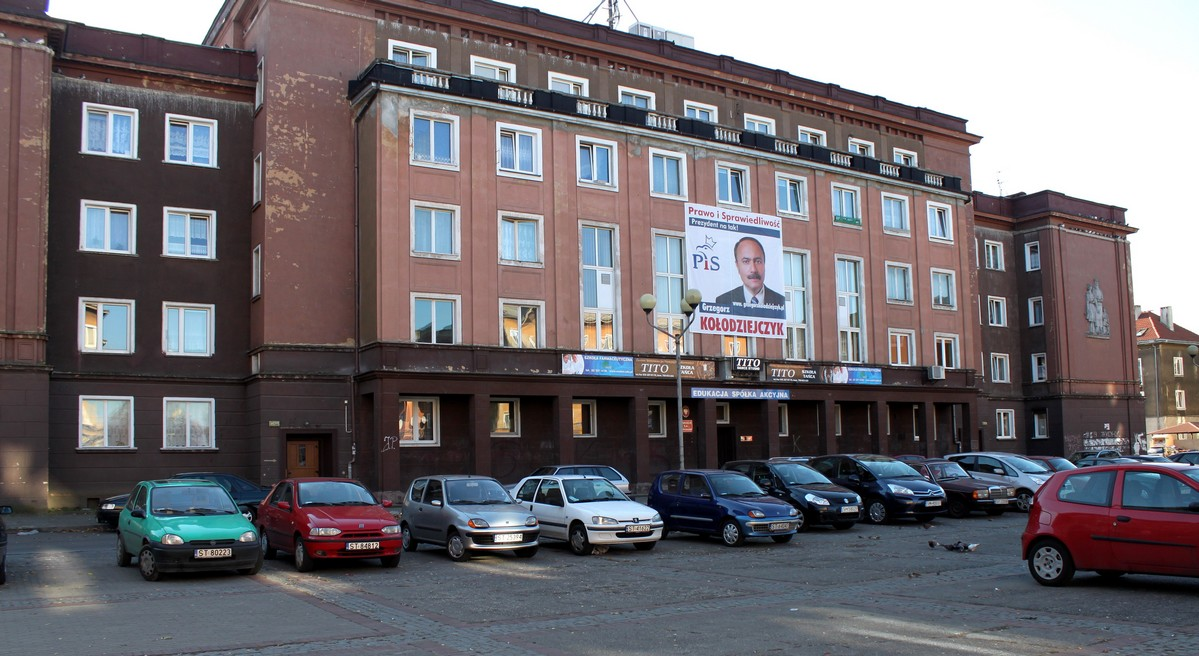
Dom kultury
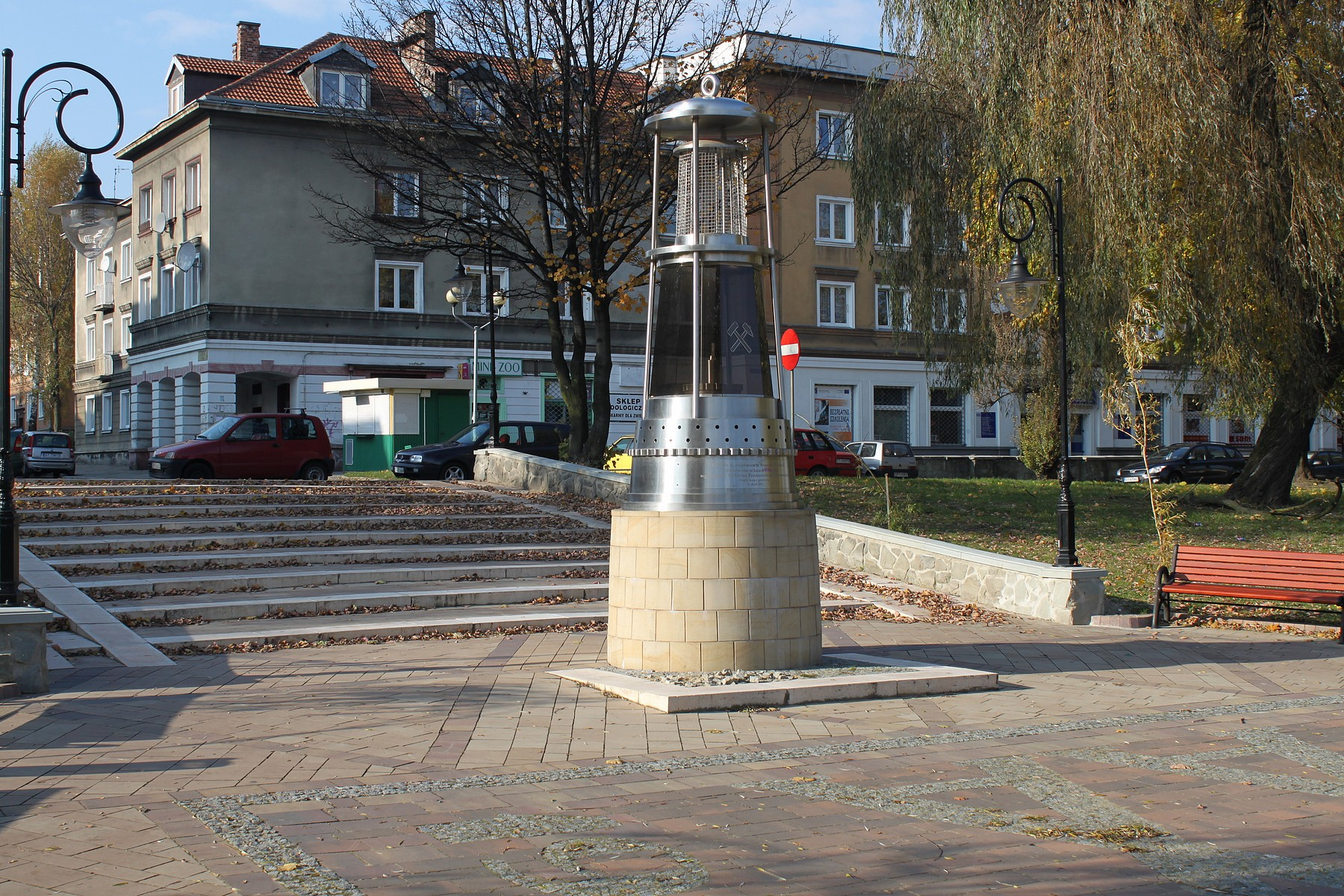
Pomnik lampy górniczej
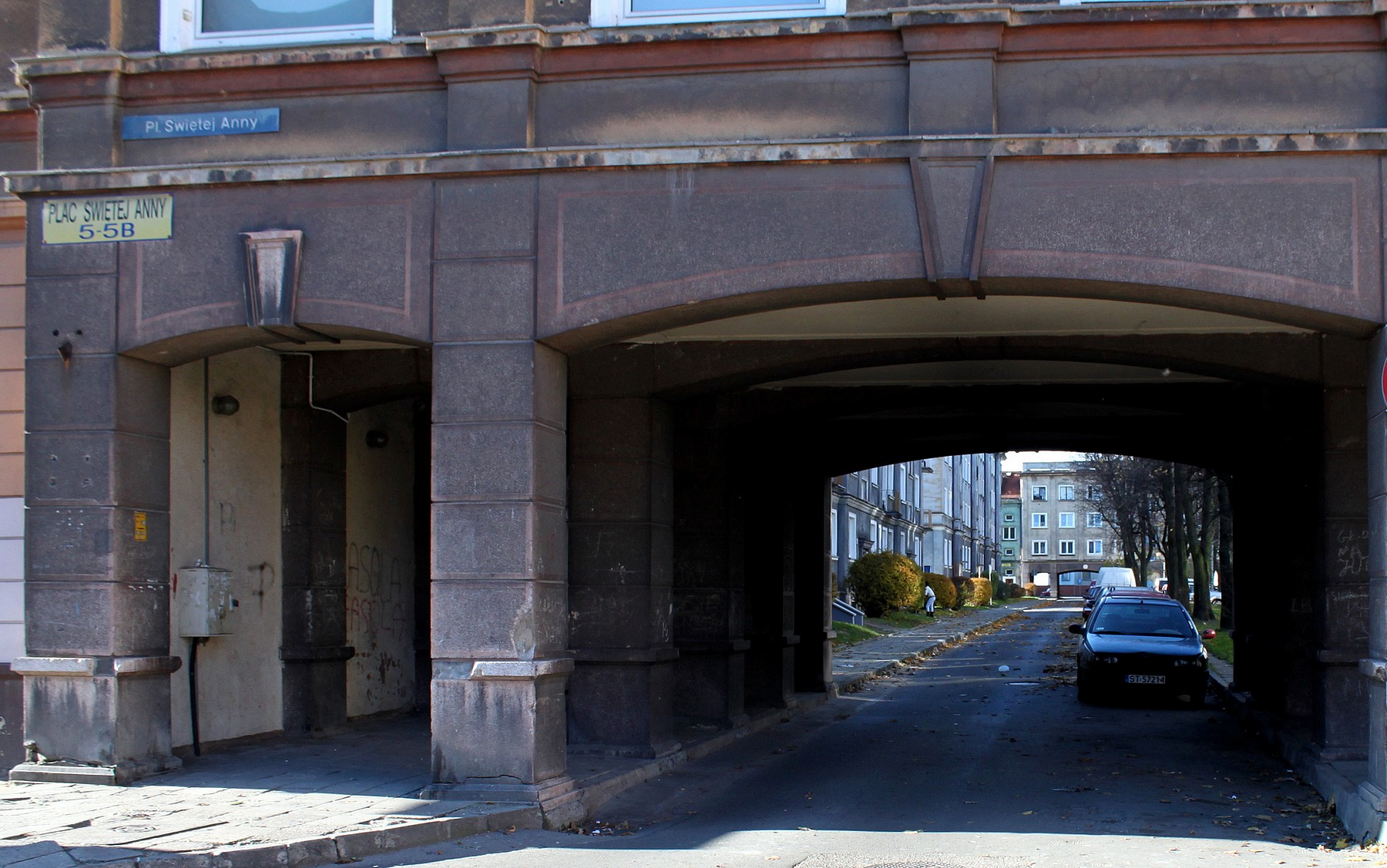
Arkady
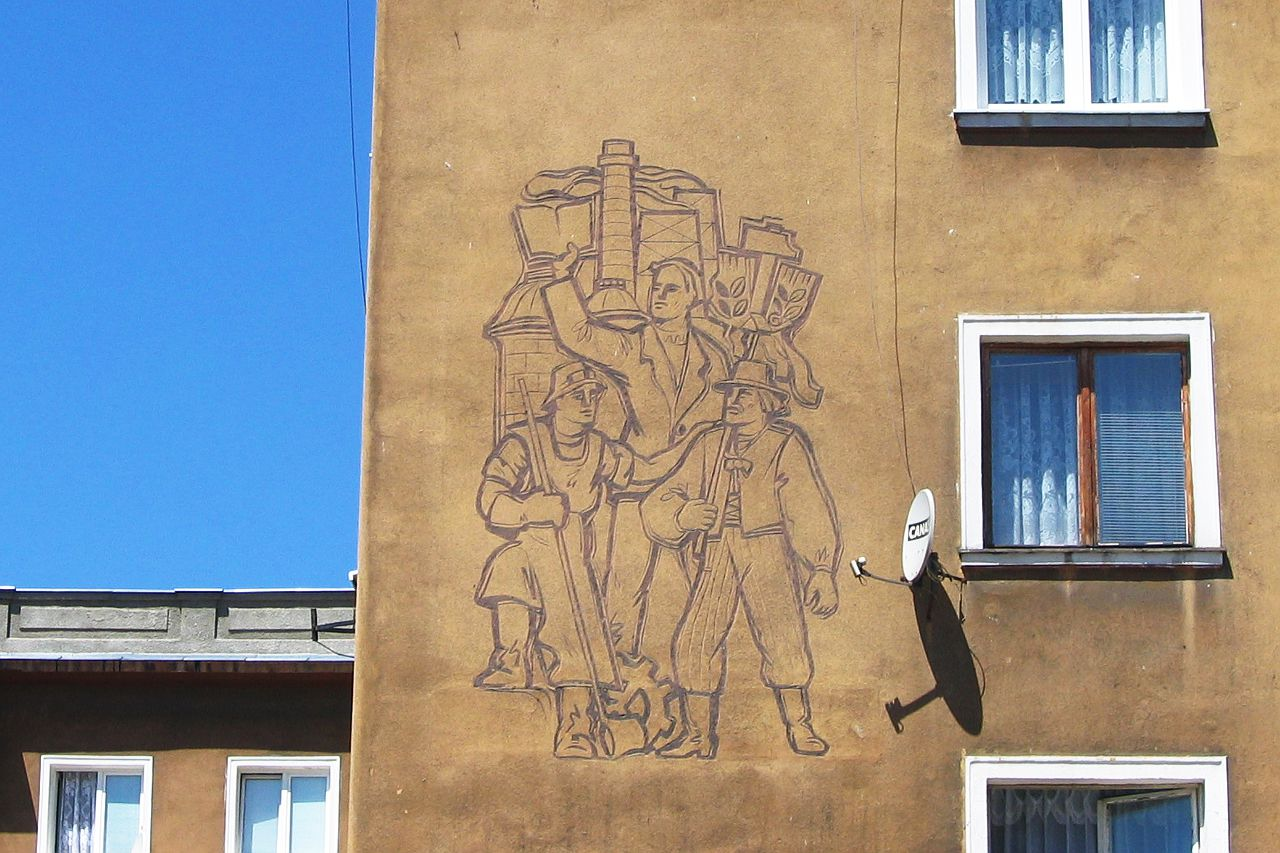
Sgraffito na budynku mieszkalnym
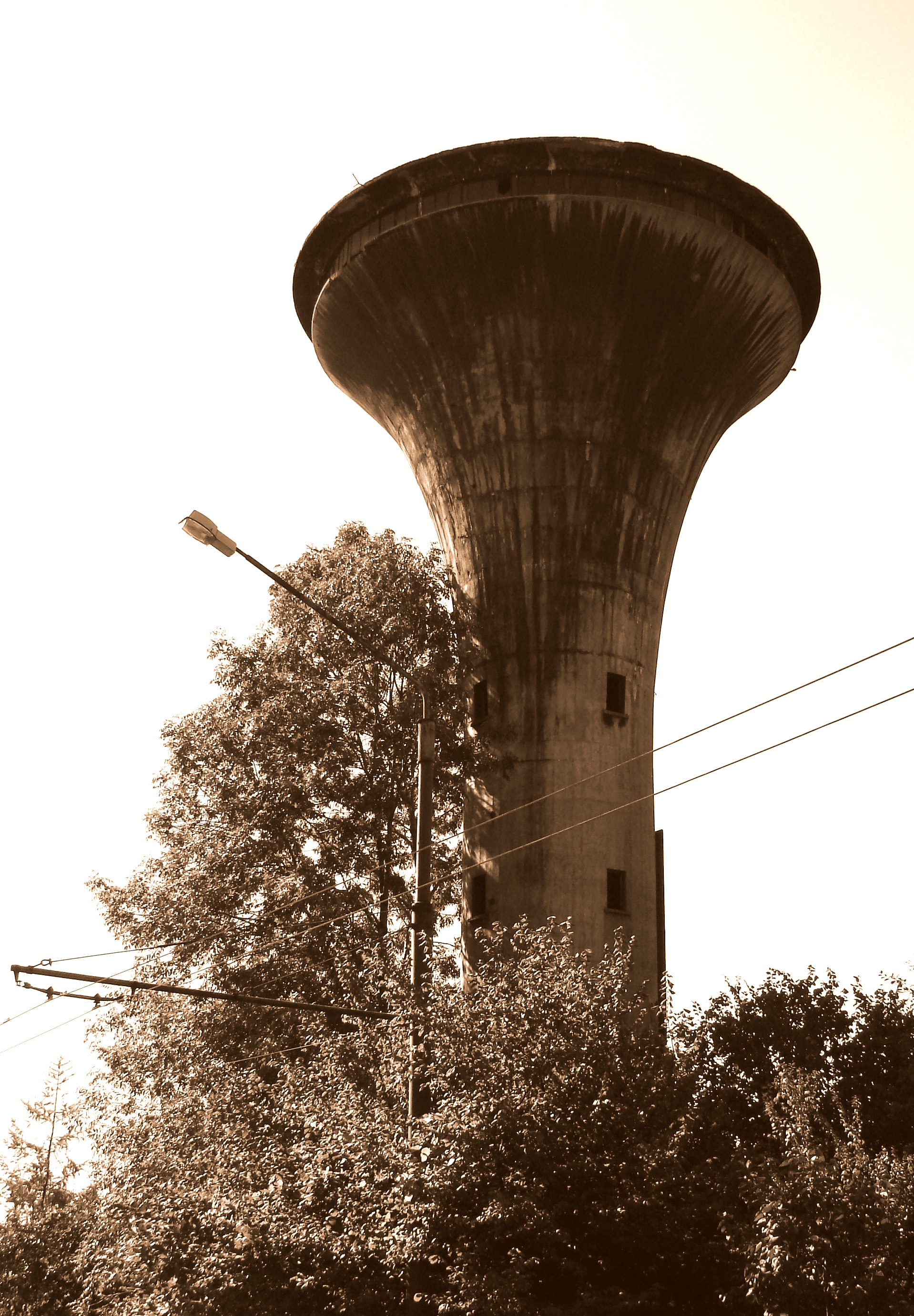
Stara wieża ciśnień
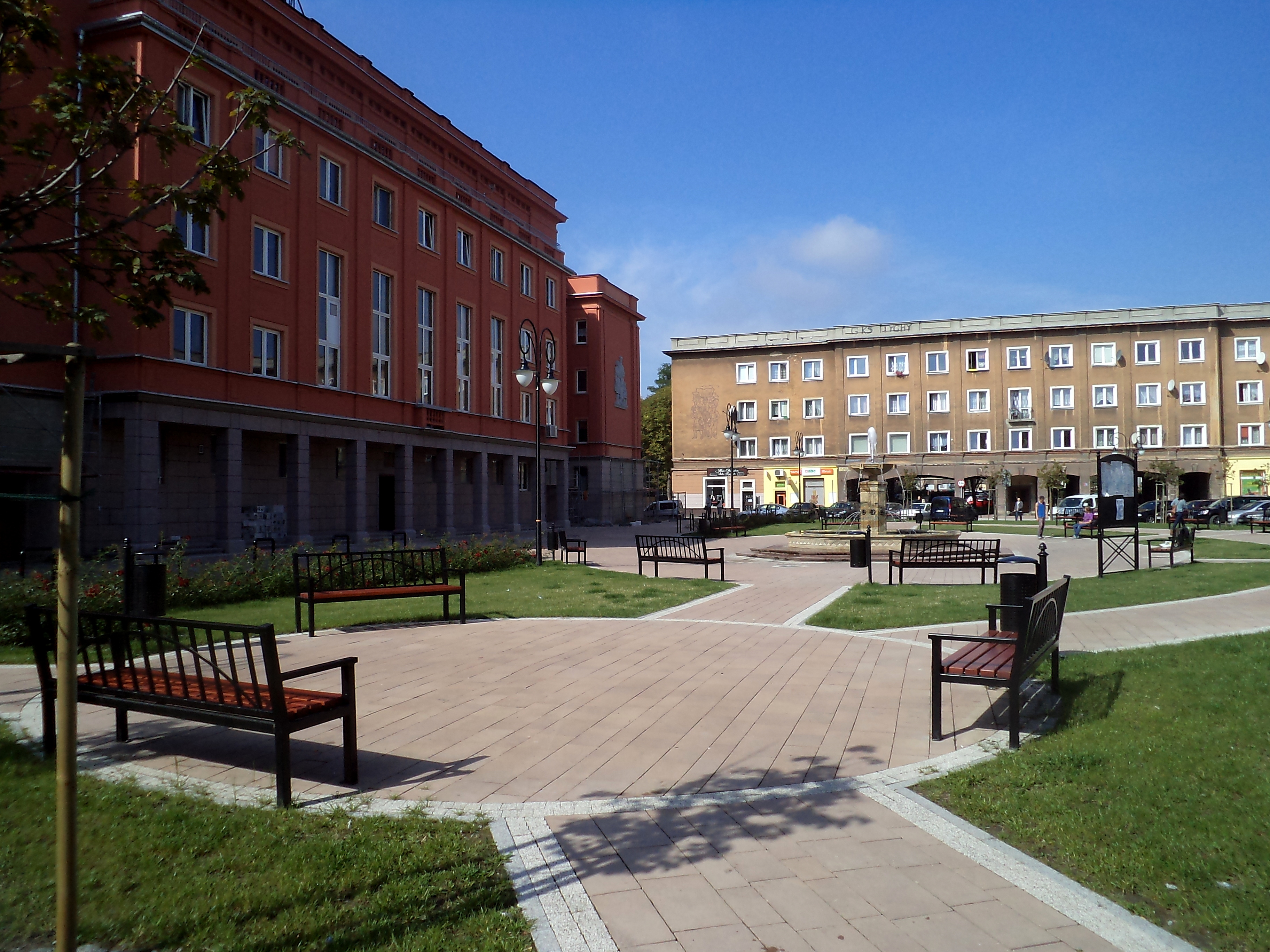
Plac św. Anny